# Вашингтон (округ, Пенсильвания)
Вашингтон (англ. Washington County) — округ в США, штате Пенсильвания. Официально образован 28 марта 1781 года. По состоянию на 2010 год, численность населения составляла 207 820 человек. Получил своё название по имени первого президента США Джорджа Вашингтона.

## География
По данным Бюро переписи США, общая площадь округа равняется 2230 км², из которых 2220 км² суша и 10 км² или 0,45 % это водоемы.

### Соседние округа
- Бивер (Пенсильвания) — север
- Аллегейни (Пенсильвания) — северо-восток
- Уэстморленд (Пенсильвания) — восток
- Файетт (Пенсильвания) — юго-восток
- Грин (Пенсильвания) — юг
- Маршалл (Западная Виргиния) — юго-запад
- Огайо (Западная Виргиния) — запад
- Брук (Западная Виргиния) — запад
- Ханкок (Западная Виргиния) — северо-запад

### Населённые пункты
В округе находятся 2 города (Вашингтон и Моногахила), 32 боро (в. т. ч. Калифорния), 32 тауншипа, 32 статистически обособленные местности и 26 неинкорпорированных коммун.

## Демография
По данным переписи населения 2000 года в округе проживает 202 897 жителей в составе 81 130 домашних хозяйств и 56 060 семей. Плотность населения составляет 91 человека на км². На территории округа насчитывается 87 267 жилых строений, при плотности застройки 39 строений на км². Расовый состав населения: белые — 95,27 %, афроамериканцы — 3,26 %, коренные американцы (индейцы) — 0,09 %, азиаты — 0,36 %, гавайцы — 0,02 %, представители других рас — 0,19 %, представители двух или более рас — 0,82 %. Испаноязычные составляли 0,58 % населения.
В составе 28,40 % из общего числа домашних хозяйств проживают дети в возрасте до 18 лет, 55,20 % домашних хозяйств представляют собой супружеские пары проживающие вместе, 10,30 % домашних хозяйств представляют собой одиноких
женщин без супруга, 30,90 % домашних хозяйств не имеют отношения к семьям, 27,00 % домашних хозяйств состоят из одного человека, 13,20 % домашних хозяйств состоят из престарелых (65 лет и старше), проживающих в одиночестве. Средний размер домашнего хозяйства составляет 2,44 человека, и средний размер семьи 2,96 человека.
Возрастной состав округа: 22,20 % моложе 18 лет, 7,70 % от 18 до 24, 27,20 % от 25 до 44, 25,00 % от 45 до 64 и 17,90 % от 65 и старше. Средний возраст жителя округа 41 года. На каждые 100 женщин приходится 92,40 мужчин. На каждые 100 женщин старше 18 лет приходится 89,00 мужчин.